# Classical honours tripos
Unter der englischen Bezeichnung Classical honours tripos wird ein grundständiger dreijähriger Studiengang der Classics an der Universität Cambridge verstanden. Die dreijährige Regelstudienzeit verlängert sich auf vier Jahre, wenn keine Altgriechisch-Vorkenntnisse vorhanden sind. Es ist in Cambridge für dieses Studium jedoch nicht zwingend notwendig, Altgriechisch bereits in der Schule erlernt zu haben, da es intensive studienbegleitende Kurse in Altgriechisch gibt.
Das Classics-Studium in Cambridge besteht aus dem Studium der alten Sprachen Altgriechisch und Latein, dem Studium der antiken Literaturen, der Geschichte des Altertums, der Kunst und Archäologie der Antike, der antiken Philosophie und der Linguistik.
Das Äquivalent an der Universität Oxford sind die Literae humaniores. Diese bestehen allerdings immer aus einem entsprechend anspruchsvolleren vierjährigen Studium. 